# Teoctisto Briênio

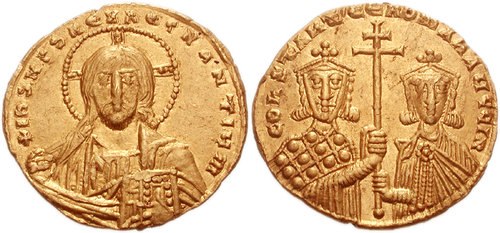
Soldo de r. e r.

Teoctisto Briênio (em grego: Θεόκτιστος Βρυέννιος; fl. ca. 842) foi um general bizantino que reprimiu uma rebelião eslava no Peloponeso em 842. É o primeiro membro conhecido da aristocrática família Briênio, que sobreviveu até o fim do Império Bizantino e alcançou seu apogeu nos séculos XI-XII, quando forneceu vários comandantes militares seniores e disputou o trono. É conhecido apenas no Sobre a Administração Imperial do século X, de Constantino VII Porfirogênito (r. 913–959), que registra que no começo da regência da imperatriz Teodora (r. 830–842), ou seja 842, o protoespatário Briênio foi nomeado governador militar (estratego) do Tema do Peloponeso, e enviado com um grande exército, compreendendo tropas de todas as províncias bizantinas ocidentais, contra uma revolta em grande escala dos eslavos locais que eclodiu nos últimos anos o reinado do marido de Teodora, Teófilo (r. 829–842).
Essa foi a segunda revolta eslava em larga escala em uma geração, a primeiro tendo ocasionado o ataque contra Patras em meados dos anos 800, que terminou numa retumbante vitória bizantina que permitiu a imposição da autoridade bizantina sobre as tribos eslavas semi-independentes, e o começo da gradual helenização delas. Briênio foi bem-sucedido na supressão da revolta e subjugação das tribos eslavas, exceto duas, os ezeritas e os melingos. Briênio forçou-os a se retiraram para as terras baixas da planície lacônia dos montes Taigeto e Parnonas, e impôs sobre eles o pagamento de tributo anual de 300 soldos de ouro dos ezeritas e 60 soldos dos melingos. Os melingos e ezeritas mais uma vez rebelaram-se contra a autoridade bizantina em 921/922, mas foram novamente suprimidos pelos estratego Crenita Arotra.